# Holandia na Zimowych Igrzyskach Olimpijskich 2022
Holandia na Zimowych Igrzyskach Olimpijskich 2022 – występ kadry sportowców reprezentujących Holandię na igrzyskach olimpijskich, które odbyły się w Pekinie, w Chińskiej Republice Ludowej, w dniach 4-20 lutego 2022 roku.
Reprezentacja Holandii liczyła czterdzieścioro jeden zawodników – dwadzieścia kobiet i dwudziestu jeden mężczyzn.
Był to dwudziesty drugi start Holandii na zimowych igrzyskach olimpijskich.

## Zdobyte medale
Holendrzy zdobyli 17 medali – 8 złotych, 5 srebrnych i 4 brązowe medale w 3 dyscyplinach. Aż 16 z nich, w tym wszystkie złote, wywalczyli łyżwiarze szybcy – 12 na długim torze i 4 na krótkim torze. Jedyny medal poza lodowiskiem zdobyli w skeletonie. Kobiety wywalczyły 12 medali – 6 złotych, 2 srebrne i 4 brązowe. Mężczyźni zdobyli 5 medali – 2 złote i 3 srebrne.
Najbardziej utytułowanym holenderskim zawodnikiem igrzysk została łyżwiarka szybka Irene Schouten – zdobywczyni trzech złotych i jednego brązowego medalu.
Był to trzeci wynik w dotychczasowej historii startów Holandii na zimowych igrzyskach olimpijskich i najsłabszy rezultat od Zimowych Igrzyskach Olimpijskich 2010 w Vancouver.
| Data      | Medal  | Zawodnik                                                          | Dyscyplina          | Konkurencja           |
| --------- | ------ | ----------------------------------------------------------------- | ------------------- | --------------------- |
| 5 lutego  | Złoto  | Irene Schouten                                                    | Łyżwiarstwo szybkie | 3000 m kobiet         |
| 6 lutego  | Srebro | Patrick Roest                                                     | Łyżwiarstwo szybkie | 5000 m mężczyzn       |
| 7 lutego  | Złoto  | Ireen Wüst                                                        | Łyżwiarstwo szybkie | 1500 m kobiet         |
| 7 lutego  | Brąz   | Antoinette de Jong                                                | Łyżwiarstwo szybkie | 1500 m kobiet         |
| 7 lutego  | Srebro | Suzanne Schulting                                                 | Short track         | 500 m kobiet          |
| 8 lutego  | Złoto  | Kjeld Nuis                                                        | Łyżwiarstwo szybkie | 1500 m mężczyzn       |
| 8 lutego  | Srebro | Thomas Krol                                                       | Łyżwiarstwo szybkie | 1500 m mężczyzn       |
| 10 lutego | Złoto  | Irene Schouten                                                    | Łyżwiarstwo szybkie | 5000 m kobiet         |
| 11 lutego | Srebro | Patrick Roest                                                     | Łyżwiarstwo szybkie | 10000 m mężczyzn      |
| 11 lutego | Złoto  | Suzanne Schulting                                                 | Short track         | 1000 m kobiet         |
| 12 lutego | Brąz   | Kimberley Bos                                                     | Skeleton            | ślizg kobiet          |
| 13 lutego | Złoto  | Suzanne Schulting Selma Poutsma Xandra Velzeboer Yara van Kerkhof | Short track         | sztafeta kobiet       |
| 15 lutego | Brąz   | Antoinette de Jong Irene Schouten Ireen Wüst                      | Łyżwiarstwo szybkie | bieg drużynowy kobiet |
| 16 lutego | Brąz   | Suzanne Schulting                                                 | Short track         | 1500 m kobiet         |
| 17 lutego | Srebro | Jutta Leerdam                                                     | Łyżwiarstwo szybkie | 1000 m kobiet         |
| 18 lutego | Złoto  | Thomas Krol                                                       | Łyżwiarstwo szybkie | 1000 m mężczyzn       |
| 19 lutego | Złoto  | Irene Schouten                                                    | Łyżwiarstwo szybkie | bieg masowy kobiet    |

## Reprezentanci

### Bobsleje
| Zawodnik                                                | Konkurencja      | 1. przejazd | 1. przejazd | 2. przejazd | 2. przejazd | 3. przejazd | 3. przejazd | 4. przejazd | 4. przejazd | Suma    | Suma    | Źródło |
| Zawodnik                                                | Konkurencja      | Czas        | Miejsce     | Czas        | Miejsce     | Czas        | Miejsce     | Czas        | Miejsce     | Czas    | Miejsce | Źródło |
| ------------------------------------------------------- | ---------------- | ----------- | ----------- | ----------- | ----------- | ----------- | ----------- | ----------- | ----------- | ------- | ------- | ------ |
| Ivo de Bruin Jelen Franjic                              | dwójki mężczyzn  | 1:00,46     | 27.         | 1:00,36     | 18.         | 1:00,35     |             | NQ          | NQ          | 3:01,17 | 23.     | [ 1 ]  |
| Ivo de Bruin Jelen Franjic Janko Franjic Dennis Veenker | czwórki mężczyzn | 59,85       | 26.         | 1:00,07     | 24.         | 1:00,08     | 27.         | NQ          | NQ          | 3:00,00 | 26.     | [ 2 ]  |
| Karlien Sleper                                          | monobob kobiet   | 1:05,88     | 16          | 1:06,59     | 16          | 1:05,85     | 11          | 1:06,65     | 18          | 4:24,97 | 16.     | [ 3 ]  |

### Łyżwiarstwo figurowe
| Zawodnik            | Konkurencja | SP     | SP   | FS     | FS   | Nota łączna | Nota łączna | Źródło |
| Zawodnik            | Konkurencja | Punkty | Poz. | Punkty | Poz. | Punkty      | Poz.        | Źródło |
| ------------------- | ----------- | ------ | ---- | ------ | ---- | ----------- | ----------- | ------ |
| Lindsay van Zundert | solistki    | 59,24  | 22.  | 116,57 | 16.  | 175,81      | 18.         | [ 4 ]  |

### Łyżwiarstwo szybkie
| Zawodnik            | Konkurencja      | Finał    | Finał  | Finał   | Źródło |
| Zawodnik            | Konkurencja      | Czas     | Strata | Miejsce | Źródło |
| ------------------- | ---------------- | -------- | ------ | ------- | ------ |
| Carlijn Achtereekte | 3000 m kobiet    | 4:02,21  | +5,28  | 7.      | [ 5 ]  |
| Jorrit Bergsma      | 5000 m mężczyzn  | 6:13,18  | +4,34  | 5.      | [ 6 ]  |
| Jorrit Bergsma      | 10000 m mężczyzn | 12:48,94 | +18,20 | 4.      | [ 6 ]  |
| Marcel Bosker       | 1500 m mężczyzn  | 1:45,42  | +2,21  | 9.      | [ 7 ]  |
| Antoinette de Jong  | 1000 m kobiet    | 1:14,92  | +1,73  | 5.      | [ 8 ]  |
| Antoinette de Jong  | 1500 m kobiet    | 1:54,82  | +1,54  | brąz    | [ 8 ]  |
| Antoinette de Jong  | 3000 m kobiet    | 4:02,37  | +5,44  | 8.      | [ 8 ]  |
| Michelle de Jong    | 500 m kobiet     | 37,97    | +0,93  | 13.     | [ 9 ]  |
| Marijke Groenewoud  | 1500 m kobiet    | 1:54,97  | +1,69  | 5.      | [ 10 ] |
| Sanne in 't Hof     | 5000 m kobiet    | 6:59,77  | +16,26 | 7.      | [ 11 ] |
| Femke Kok           | 500 m kobiet     | 37,39    | +0,35  | 6.      | [ 12 ] |
| Sven Kramer         | 5000 m mężczyzn  | 6:17,04  | +8,20  | 9.      | [ 13 ] |
| Thomas Krol         | 500 m mężczyzn   | 35,06    | +0,74  | 18.     | [ 14 ] |
| Thomas Krol         | 1000 m mężczyzn  | 1:07,92  | -      | złoto   | [ 14 ] |
| Thomas Krol         | 1500 m mężczyzn  | 1:43,55  | +0,34  | srebro  | [ 14 ] |
| Jutta Leerdam       | 500 m kobiet     | 37,34    | +0,30  | 5.      | [ 15 ] |
| Jutta Leerdam       | 1000 m kobiet    | 1:13,83  | +0,64  | srebro  | [ 15 ] |
| Kjeld Nuis          | 1500 m mężczyzn  | 1:43,21  | -      | złoto   | [ 16 ] |
| Hein Otterspeer     | 1000 m mężczyzn  | 1:08,80  | +0,88  | 10.     | [ 17 ] |
| Patrick Roest       | 5000 m mężczyzn  | 6:09,31  | +0,47  | srebro  | [ 18 ] |
| Patrick Roest       | 10000 m mężczyzn | 12:44,59 | +13,85 | srebro  | [ 18 ] |
| Merijn Scheperkamp  | 500 m mężczyzn   | 34,736   | +0,41  | 12.     | [ 19 ] |
| Irene Schouten      | 3000 m kobiet    | 37,34    | -      | złoto   | [ 20 ] |
| Irene Schouten      | 5000 m kobiet    | 6:43,51  | -      | złoto   | [ 20 ] |
| Kai Verbij          | 500 m mężczyzn   | 34,87    | +0,55  | 14.     | [ 21 ] |
| Kai Verbij          | 1000 m mężczyzn  | 1:14,17  | +6,25  | 30.     | [ 21 ] |
| Ireen Wüst          | 1000 m kobiet    | 1:15,11  | +1,92  | 6.      | [ 22 ] |
| Ireen Wüst          | 1500 m kobiet    | 1:53,28  | -      | złoto   | [ 22 ] |

| Zawodnik           | Konkurencja          | Półfinał | Półfinał | Półfinał | Finał   | Finał  | Finał   | Miejsce | Źródło |
| Zawodnik           | Konkurencja          | Czas     | Punkty   | Miejsce  | Czas    | Punkty | Miejsce | Miejsce | Źródło |
| ------------------ | -------------------- | -------- | -------- | -------- | ------- | ------ | ------- | ------- | ------ |
| Jorrit Bergsma     | bieg masowy mężczyzn | 7:44,42  | 3        | 8. Q     | 7:50,25 | 3      | 9.      | 9.      | [ 6 ]  |
| Marijke Groenewoud | bieg masowy kobiet   | 8:30,92  | 9        | 5. Q     | 9:12,86 | 1      | 11.     | 11.     | [ 10 ] |
| Sven Kramer        | bieg masowy mężczyzn | 7:58,22  | 3        | 7. Q     | 7:13,37 | 0      | 16.     | 16.     | [ 13 ] |
| Irene Schouten     | bieg masowy kobiet   | 8:34,43  | 13       | 4. Q     | 8:14,73 | 60     | 1.      | złoto   | [ 20 ] |

drużynowo
| Zawodnicy                                    | Konkurencja             | Ćwierćfinał | Ćwierćfinał | Półfinał | Półfinał | Finał           | Finał   | Miejsce | Źródło |
| Zawodnicy                                    | Konkurencja             | Czas        | Miejsce     | Czas     | Miejsce  | Czas            | Miejsce | Miejsce | Źródło |
| -------------------------------------------- | ----------------------- | ----------- | ----------- | -------- | -------- | --------------- | ------- | ------- | ------ |
| Antoinette de Jong Irene Schouten Ireen Wüst | bieg drużynowy kobiet   | 2:57,26     | 3. Q        | 2:55,94  | 2. FB    | Finał B 2:56,86 | 1.      | brąz    | [ 23 ] |
| Marcel Bosker Sven Kramer Patrick Roest      | bieg drużynowy mężczyzn | 3:38,90     | 4. Q        | 3:39,62  | 2. FB    | Finał B 3:41,62 | 2.      | 4.      | [ 24 ] |

### Narciarstwo alpejskie
| Zawodnik          | Konkurencja            | 1 przejazd | 1 przejazd | 2 przejazd | 2 przejazd | Łącznie | Łącznie | Źródło |
| Zawodnik          | Konkurencja            | Czas       | Pozycja    | Czas       | Pozycja    | Czas    | Pozycja | Źródło |
| ----------------- | ---------------------- | ---------- | ---------- | ---------- | ---------- | ------- | ------- | ------ |
| Adriana Jelinkova | slalom gigant kobiet   | DNF        | DNF        | NQ         | NQ         | DNF     | DNF     | [ 25 ] |
| Maarten Meiners   | slalom gigant mężczyzn | 1:06.03    | 22.        | 1:09.45    | 20.        | 2:15.48 | 18.     | [ 26 ] |

### Short track
| Zawodnik                                                                                       | Konkurencja       | Kwalifikacje | Kwalifikacje | Ćwierćfinał | Ćwierćfinał | Półfinał | Półfinał | Finał/Finał B | Finał/Finał B | Miejsce | Źródło |
| Zawodnik                                                                                       | Konkurencja       | Czas         | Pozycja      | Czas        | Pozycja     | Czas     | Pozycja  | Czas          | Pozycja       | Miejsce | Źródło |
| ---------------------------------------------------------------------------------------------- | ----------------- | ------------ | ------------ | ----------- | ----------- | -------- | -------- | ------------- | ------------- | ------- | ------ |
| Itzhak de Laat                                                                                 | 500 m mężczyzn    | DNF          | 4.           | NQ          | NQ          | NQ       | NQ       | NQ            | NQ            | 28.     | [ 27 ] |
| Itzhak de Laat                                                                                 | 1000 m mężczyzn   | 1:24,332     | 3. ADV       | 1:42,490    | 3. ADV      | 1:24,229 | 4. QB    | 1:35,925      | 1. FB         | 5.      | [ 27 ] |
| Itzhak de Laat                                                                                 | 1500 m mężczyzn   | —            | —            | 3:08,907    | 5.          | NQ       | NQ       | NQ            | NQ            | 30.     | [ 27 ] |
| Rianne de Vries                                                                                | 1500 m kobiet     | —            | —            | 2:22,244    | 4. ADV      | 2:18,712 | 5.       | NQ            | NQ            | 16.     | [ 28 ] |
| Dylan Hoogerwerf                                                                               | 500 m mężczyzn    | DNF          | 4.           | NQ          | NQ          | NQ       | NQ       | NQ            | NQ            | 28.     | [ 29 ] |
| Sjinkie Knegt                                                                                  | 1000 m mężczyzn   | 1:23,097     | 2. Q         | DSQ         | DSQ         | NQ       | NQ       | NQ            | NQ            | -       | [ 30 ] |
| Sjinkie Knegt                                                                                  | 1500 m mężczyzn   | —            | —            | 2:12,208    | 1. Q        | DSQ      | DSQ      | NQ            | NQ            | 20.     | [ 30 ] |
| Selma Poutsma                                                                                  | 500 m kobiet      | 43,472       | 1. Q         | 1:07,285    | 4.          | NQ       | NQ       | NQ            | NQ            | 15.     | [ 31 ] |
| Selma Poutsma                                                                                  | 1000 m kobiet     | 1:28,115     | 2. Q         | 1:29,077    | 4.          | NQ       | NQ       | NQ            | NQ            | 14.     | [ 31 ] |
| Sven Roes                                                                                      | 1500 m mężczyzn   | —            | —            | 2:18,687    | 2. Q        | 2:10,841 | 4. QB    | 2:18,299      | 4. FB         | 14.     | [ 32 ] |
| Suzanne Schulting                                                                              | 500 m kobiet      | 42,379       | 1. Q         | 42,922      | 1. Q        | 42,475   | 1. Q     | 42,559        | 2.            | srebro  | [ 33 ] |
| Suzanne Schulting                                                                              | 1000 m kobiet     | 1:27,292     | 1. Q         | 1:26,514    | 1. Q        | 1:28,108 | 1. Q     | 1:28,391      | 1.            | złoto   | [ 33 ] |
| Suzanne Schulting                                                                              | 1500 m kobiet     | —            | —            | 2:18,810    | 1. Q        | 2:18,942 | 1. Q     | 2:17,865      | 3.            | brąz    | [ 33 ] |
| Jens van ’t Wout                                                                               | 500 m mężczyzn    | DSQ          | DSQ          | NQ          | NQ          | NQ       | NQ       | NQ            | NQ            | -       | [ 34 ] |
| Jens van ’t Wout                                                                               | 1000 m mężczyzn   | 1:23,946     | 3.           | NQ          | NQ          | NQ       | NQ       | NQ            | NQ            | 19.     | [ 34 ] |
| Xandra Velzeboer                                                                               | 500 m kobiet      | 42,563       | 1. Q         | DSQ         | DSQ         | NQ       | NQ       | NQ            | NQ            | 16.     | [ 35 ] |
| Xandra Velzeboer                                                                               | 1000 m kobiet     | 1:30,454     | 2. Q         | 1:26,592    | 2. Q        | 1:27.80  | 5. QB    | 1:29.668      | 1. FB         | 5.      | [ 35 ] |
| Xandra Velzeboer                                                                               | 1500 m kobiet     | —            | —            | 2:21.148    | 2. Q        | 2:18.303 | 3. Q     | 2:18.781      | 5.            | 5.      | [ 35 ] |
| Suzanne Schulting Selma Poutsma Xandra Velzeboer Yara van Kerkhof                              | sztafeta kobiet   | —            | —            | —           | —           | 4:03.409 | 1. Q     | 4:04.133      | 1.            | złoto   | [ 36 ] |
| Itzhak de Laat Sjinkie Knegt Sven Roes Jens van ’t Wout                                        | sztafeta mężczyzn | —            | —            | —           | —           | 6:37.927 | 3. QB    | 6:39.780      | 2. FB         | 7.      | [ 37 ] |
| Suzanne Schulting Xandra Velzeboer Itzhak de Laat Jens van ’t Wout Selma Poutsma Sjinkie Knegt | sztafeta mieszana | —            | —            | 2:36.437    | 1. Q        | 2:51.919 | 4. QB    | 2:36.966      | 1. FB         | 4.      | [ 38 ] |

### Skeleton
| Zawodnik      | Konkurencja  | Ślizg 1 | Ślizg 1 | Ślizg 2 | Ślizg 2 | Ślizg 3 | Ślizg 3 | Ślizg 4 | Ślizg 4 | Łącznie | Pozycja | Źródło |
| Zawodnik      | Konkurencja  | Czas    | Pozycja | Czas    | Pozycja | Czas    | Pozycja | Czas    | Pozycja | Łącznie | Pozycja | Źródło |
| ------------- | ------------ | ------- | ------- | ------- | ------- | ------- | ------- | ------- | ------- | ------- | ------- | ------ |
| Kimberley Bos | ślizg kobiet | 1:02,51 | 10.     | 1:02,22 | 2.      | 1:01,86 | 4.      | 1:01,87 | 2.      | 4:08,46 | brąz    | [ 39 ] |

### Snowboarding
freestyle
| Zawodnik            | Konkurencja         | Kwalifikacje | Kwalifikacje | Kwalifikacje | Kwalifikacje | Kwalifikacje | Finał | Finał | Finał | Finał  | Miejsce | Źródło |
| Zawodnik            | Konkurencja         | Z1           | Z2           | Z3           | W            | M            | Z1    | Z2    | Z3    | W      | Miejsce | Źródło |
| ------------------- | ------------------- | ------------ | ------------ | ------------ | ------------ | ------------ | ----- | ----- | ----- | ------ | ------- | ------ |
| Melissa Peperkamp   | big air kobiet      | 60,00        | 68,25        | 58,00        | 128,25       | 11. Q        | 64,25 | 72,00 | 69,75 | 141,75 | 6.      | [ 40 ] |
| Melissa Peperkamp   | slopestyle kobiet   | 61,26        | 60,18        | —            | 61,26        | 13.          | NQ    | NQ    | NQ    | NQ     | 13.     | [ 40 ] |
| Niek van der Velden | big air mężczyzn    | 79,00        | 60,00        | 63,75        | 142,75       | 11. Q        | 83,75 | 78,25 | 26,75 | 162,00 | 6.      | [ 41 ] |
| Niek van der Velden | slopestyle mężczyzn | 26,51        | 46,03        | —            | 46,03        | 22.          | NQ    | NQ    | NQ    | NQ     | 22.     | [ 41 ] |

równoległy
| Zawodnik        | Konkurencja              | Rozstawienie | Rozstawienie | 1/8 finału           | Ćwierćfinał         | Półfinał        | Finał B         | Miejsce | Źródło |
| Zawodnik        | Konkurencja              | Czas         | Miejsce      | Przeciwnik Czas      | Przeciwnik Czas     | Przeciwnik Czas | Przeciwnik Czas | Miejsce | Źródło |
| --------------- | ------------------------ | ------------ | ------------ | -------------------- | ------------------- | --------------- | --------------- | ------- | ------ |
| Michelle Dekker | slalom równoległy kobiet | 1:28,73      | 13. Q        | Nadyrszyna W (-0,03) | Dujmovits W (-4,29) | Ledecká P (DNF) | Kotnik P (DNF)  | 4.      | [ 42 ] |

snowboard cross
| Zawodnik       | Konkurencja              | Rozstawienie | Rozstawienie | 1/8 finału | Ćwierćfinał | Półfinał | Finał   | Miejsce | Źródło |
| Zawodnik       | Konkurencja              | Czas         | Miejsce      | Pozycja    | Pozycja     | Pozycja  | Pozycja | Miejsce | Źródło |
| -------------- | ------------------------ | ------------ | ------------ | ---------- | ----------- | -------- | ------- | ------- | ------ |
| Glenn de Blois | snowboard cross mężczyzn | 1:19,69      | 27.          | 4.         | NQ          | NQ       | NQ      | 28.     | [ 43 ] |